# Großer Bastergraben
Der Große Bastergraben (in einigen Karten auch Basterflut genannt) ist ein orografisch rechtes Nebengewässer der Wapel in Nordrhein-Westfalen, Deutschland. Er hat eine Länge von 10,6 km.

## Allgemein
Beim Großen Bastergraben handelt es sich nicht, wie der Name es vermuten lässt, um ein künstliches Fließgewässer. Vielmehr ist der Große Bastergraben ein Bach, welcher vor schon längerer Zeit zum Teil grabenartig ausgebaut wurde und damit der Entwässerung der zahlreichen Wiesen dient, die er durchfließt. Als Flachlandbach mit einem mittleren Sohlgefälle von 2,2 ‰ unterliegt der Große Bastergraben einer zumeist geringen Strömung, weshalb vor allem im Oberlauf zahlreiche Sumpfpflanzen zu finden sind. Bei geringem Stand des Grundwassers ist es vor allem in den Sommermonaten möglich, dass der Bach temporär austrocknet.
Der Gewässerlauf weist weitgehend eine in etwa einen Meter breite Sandsohle auf und wird von bis zu zwei Meter hohen Steilufern begrenzt, welche überwiegend durch die Wurzeln von Erlen und anderen Gehölzen gehalten werden. Charakteristisch für den Großen Bastergraben ist der weitgehend mindestens einseitige Bestand von Ufergehölzen.

## Verlauf

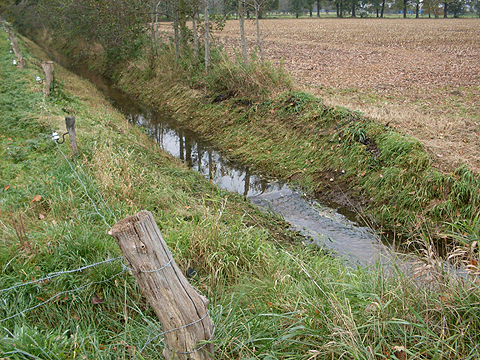
Durchfluss des Feuchtwiesengebietes „Die Bastern“ bei Varensell

Der Große Bastergraben entspringt im Verler Ortsteil Bornholte in 91 Metern Höhe als Abfluss eines Quelltümpels (limnokrene Quelle). Von dort aus fließt er in westliche Richtung über ländliches Wiesengelände in Richtung des Rietberger Ortsteils Varensell und durchquert dabei das namensgebende Feuchtwiesengebiet „Die Bastern“. Nach Durchfluss der Ortschaft Varensell -unter anderem tangiert der Große Bastergraben auch die dortige Abtei- quert er die Straße L782 und nimmt kurz darauf den nahezu parallel verlaufenden, aber mit einer Länge von 4,0 km kürzeren Kleinen Bastergraben (Gewässerkennzahl 3128364) auf.
Nördlich am Varenseller Golfplatz vorbei und weiterhin über Wiesenlandschaft verlaufend passiert der Große Bastergraben schließlich die Ortsgrenze zu Rheda-Wiedenbrück und mündet kurz darauf auf dem Gebiet des Ortsteils Lintel in die Wapel.

## Flora und Fauna
Charakteristisch für den Großen Bastergraben ist die niederwaldartige Uferbehölzung, neben Erlen sind Eichen, Eschen, Pappeln, Hainbuchen, Weiden und Birken anzutreffen. Im Oberlauf zeigen sich Sumpfpflanzen wie die Sumpfdotterblume. Da der Große Bastergraben überwiegend Wiesenlandschaften durchquert, ist als typischer Wiesenvogel des Kreises Gütersloh der Kiebitz im Umfeld des gesamten Gewässerverlaufes heimisch.